# Kuzma (Eslovênia)
Kuzma (em húngaro:  Kuzma; em prekmuro: Küzdoblani) é um município da Eslovênia. A sede do município fica na localidade de mesmo nome.